# ستافينيسي
ستافينيسي (Stavenisse) هي مدينة هولندية في مقاطعة زيلاند. بل هو جزء من بلدية ذولن, وتقع على بعد حوالي 22 كيلومتر (14 ميل) إلى الغرب من بيرخن أوب زووم.
حسب تعداد 2001 كان تعداد المدينة 1136 نسمة في حين أن المنطقة المبنية من المدينة كان 0.26 كيلومتر مربع (0.10 ميل2) ، أي ان 445 ساكن.
الإحصائية للمدينة بالإضافة إلى المناطق الريفية المحيطة بها يبلغ عدد سكانها حوالي 1630نسمة.

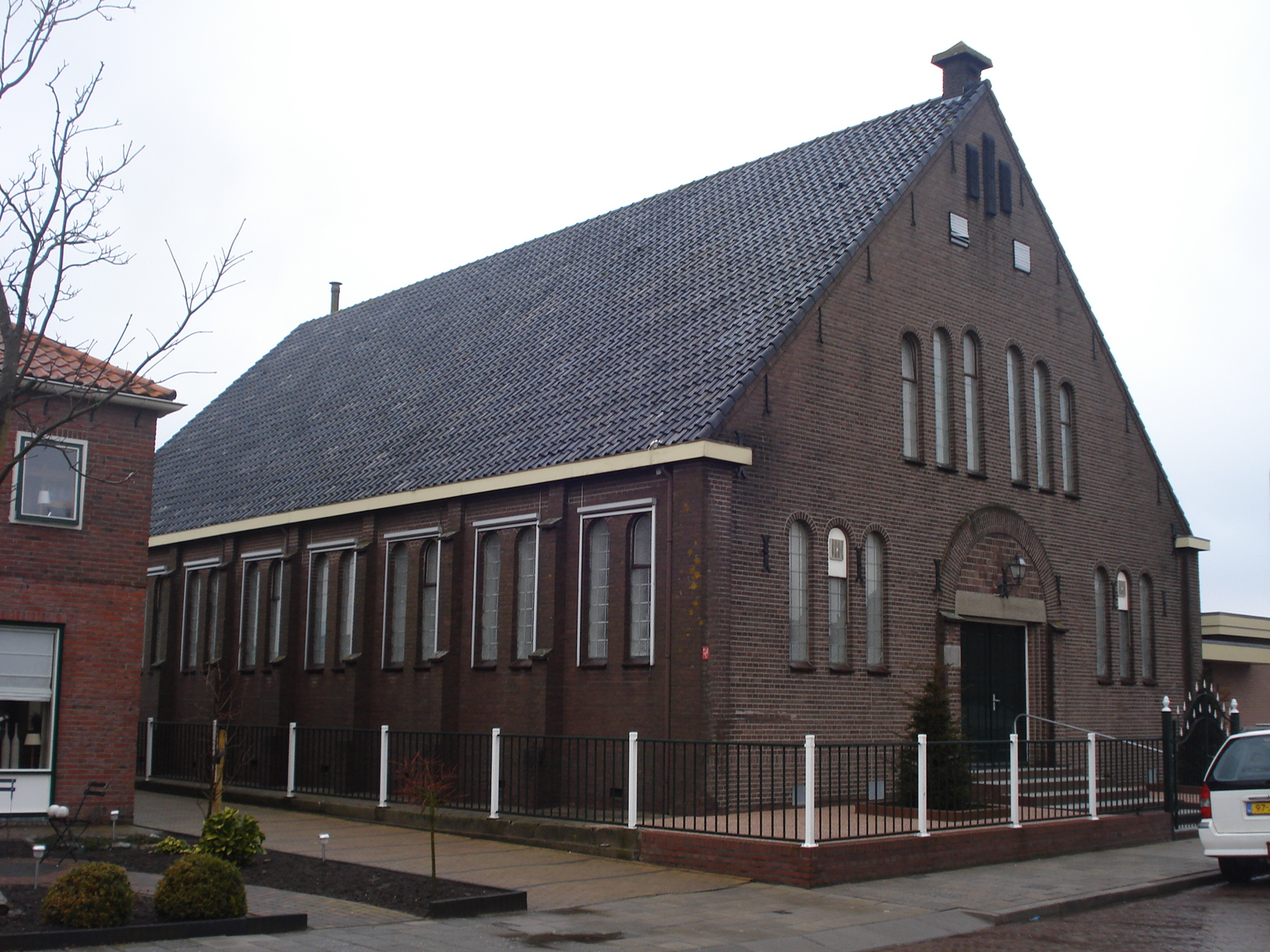
Stavenisse القديمة إصلاح الجماعة.